# San Juan Petlapa
San Juan Petlapa es una localidad del estado mexicano de Oaxaca. Es cabecera del municipio de San Juan Petlapa.

## Demografía
| Censo | Población |
| ----- | --------- |
| 1900  | 579       |
| 1910  | 570       |
| 1921  | 498       |
| 1930  | 449       |
| 1940  | 751       |
| 1950  | 517       |
| 1960  | 507       |
| 1970  | 536       |
| 1980  | 549       |
| 1990  | 600       |
| 1995  | 533       |
| 2000  | 690       |
| 2005  | 773       |
| 2010  | 867       |
| 2020  | 964       |